# Connachta (tribu)
Los Connachta son un grupo de dinastías irlandesas medievales que afirman descender del legendario Rey Supremo Conn Cétchathach (Conn de las Cien Batallas). La provincia occidental moderna de Connacht (irlandés Cúige Chonnacht, provincia, literalmente "quinto", de los Connachta) toma su nombre de ellos, pese a que los territorios de los Connachta también incluían en diferentes épocas partes de tiempo del sur y oeste del Úlster y del norte de Leinster. Su capital tradicional era Cruachan (moderno Rathcroghan, Condado de Roscommon).

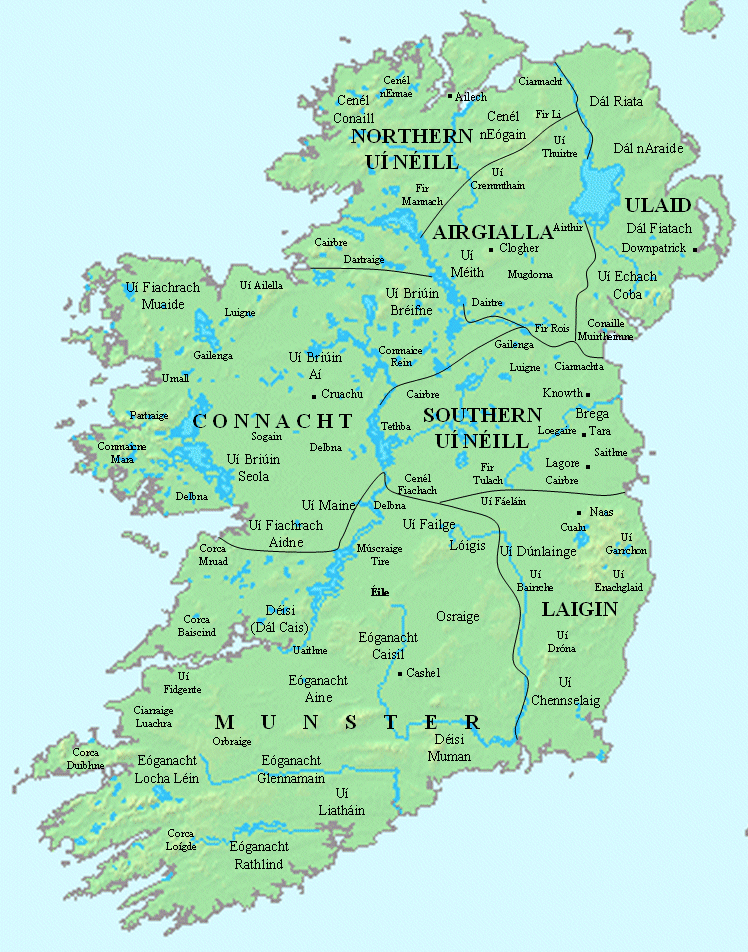
Antiguas poblaciones y reinos de Irlanda, c.800

## Orígenes
El uso de la palabra cúige, más antiguamente cóiced, literalmente "quinto", para denotar una provincia indica la existencia de una pentaquía en la prehistoria, que se cree estuvo formada por los Connachta, los Ulaid (Úlster) y los Laigin (Leinster), la región de Mumu (Munster), y el reino central de Mide. Esta pentarquía se habría roto a comienzos del siglo V temprano con la decadencia de los Ulaid y la aparición de nuevas dinastías entre los Connachta dinastías que se expandieron hacia el norte y el este.
La tradición histórica irlandesa medieval hace retroceder estas dinastías a cuatro o cinco de los hijos de Eochaid Mugmedon: Brion, Ailill, Fiachrae, Fergus Caech (quizás una adición literaria), y Niall de los Nueve Rehenes. Cuatro fueron antepasados de nuevas dinastías; los descendientes de Brión (Uí Briúin), Fiachrae (Uí Fiachrach) y Ailill (Uí Ailello, más tarde reemplazados por Uí Maine) fueron conocidos como teóra Connachta, o los históricos Tres Connachta de la provincia; los descendientes de Niall, los Uí Néill, superaron a su dinastía de origen, convirtiéndose en Reyes Supremos de Irlanda en Tara, y se convirtieron en la dinastía más poderosa de Irlanda hasta comienzos de la era moderna.

Aun así David Sproule señala que:

No parece que la palabra "Connacht" originalmente pueda haber significado 'los descendientes de Conn'; puede haber significado 'cabeza' o 'supremacía' de "cond" o "conn", cabeza, y más tarde haber sido interpretada como "los descendientes de Conn", y que Conn Cetchathach derivara de la palabra "Connacht" más que viceversa. ... El nombre "Eoganacht" y "Ciannacht" fueron formados por imitación ...

La hipótesis de Sproule ha sido aceptada por historiadores como Paul Byrne.
Las dinastías de Airgíalla, y a través de ellos los Uí Maine, aunque incluidas en los Connachta por genealogistas medievales, pueden no estar relacionadas, ya que algunos han considerado que descienden de otros pueblos añadidos posteriormente al esquema. De todas formas, las conexiones a Uí Maine con cada una de sus ramas y su antepasado definido se han mantenido durante más de mil años.

## Los Connachta en el Ciclo del Úlster
En las sagas del Ciclo del Úlster, los Connachta, gobernado desde Cruachan por su rey Ailill mac Máta y la formidable reina Medb, son enemigos de los Ulaid, gobernados desde Emain Macha (Navan Fort, Condado de Armagh) por Conchobar mac Nessa, y sus guerras, notablemente el Táin Bó Cúailnge, son el marco de la mayoría de las historias. Estas sagas son tradicionalmente datadas alrededor de la época de Cristo, lo que crea un anacronismo aparente: los Connachta presuntamente reciben su nombre de Conn Cétchathach, quien en el esquema cronológico habitual establecido por el Lebor Gabála Érenn, vivió en el siglo II d. C.. Textos posteriores utilizaron los nombres supuestamente más antiguos de Cóiced Ol nEchmacht (la provincia de los Fir Ól nÉcmacht, un antiguo pueblo de Connacht) y Cóiced Genaind (la provincia de Genann, un rey legendario de los Fir Bolg) para la provincia occidental para conseguir salvar esta dificultad. Aun así, la tradición de la saga es anterior al esquema cronológico, que es un intento artificial de los monjes cristianos para sincronizar tradiciones nativas con historia clásica y bíblica, y es posible que el Ciclo del Úlster esté basado en guerras históricas entre el Ulaid y el Connachta cronológicamente mal situadas. Kenneth H. Jackson estimó que la saga heroica se generó en el siglo IV.